# Gosfield
Gosfield – wieś w Anglii, w hrabstwie Essex, w dystrykcie Braintree. Leży 24 km na północ od miasta Chelmsford i 69 km na północny wschód od Londynu.